# Visconde de Safira
Visconde de Safira é um título nobiliárquico criado por D. Luís I de Portugal, por Decreto de 30 de Abril de 1886, em favor de Augusto Dâmaso Miguéns da Silva Ramalho da Costa, depois 1.° Conde de Safira.
Titulares
1. Augusto Dâmaso Miguéns da Silva Ramalho da Costa, 1.° Visconde e 1.° Conde de Safira.